# Charlotte von Schimmelmann
Charlotte von Schimmelmann, geb. Schubart (*  10. August 1757 in Fossum, Skien, Norwegen; † 2. Dezember 1816  in Kopenhagen)  war eine dänische Adelige, die sich als Salonnière einen Namen machte.

## Erste Jahre

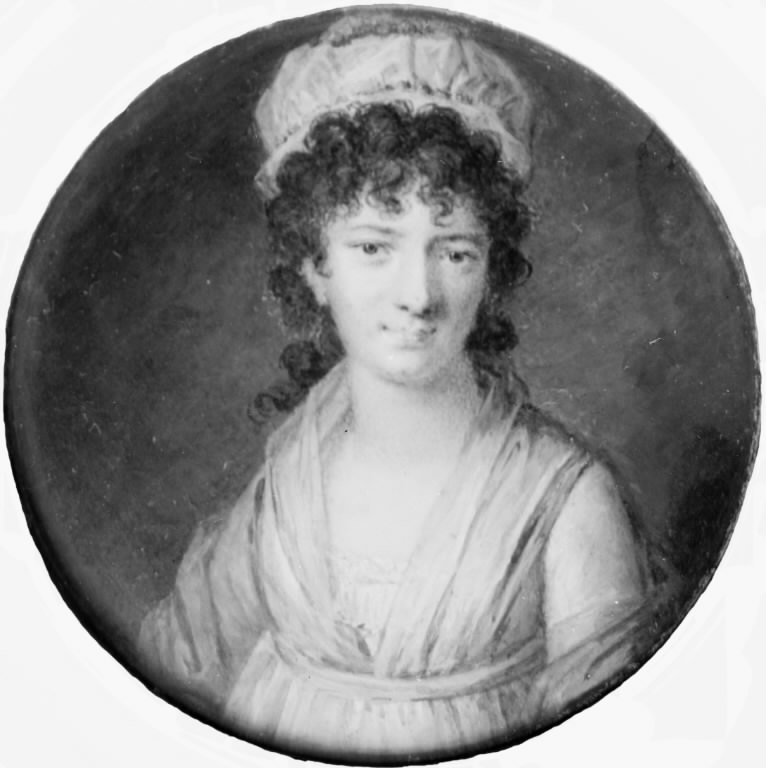
Charlotte Schimmelmann

Magdalene Charlotte Hedevig Schubart wurde im August 1757 in Fossum in Skien in Südnorwegen geboren. Mit zwei Jahren verlor sie ihren Vater, Leutnant Carl Rudolph Schubart (1714–59). Neben ihrer Mutter Inger Løvenskiold (1732–1808) kümmerte sich vor allem ihre begüterte Patentante Magdalene Charlotte Hedevig Løvenskiold (1731–1796) um eine umfassende Ausbildung für Charlotte und ihre Schwester Anna Sybilla. Charlotte beschäftigte sich unter anderem mit Literatur und lernte mehrere Sprachen, was für Mädchen in dieser Zeit unüblich war. Ihre Tante empfing auf ihrem Anwesen Schloss Løvenborg Mitglieder der aufgeklärten und künstlerischen Kreise Kopenhagens.
Im Mai 1782 heiratete Charlotte Schubart den namhaftesten Vertreter der briefadeligen Familie von Schimmelmann, den bereits verwitweten kunstsinnigen Politiker und Plantagenbesitzer Ernst Heinrich von Schimmelmann. 1784 wurde er Finanzminister des dänischen Gesamtstaats, später Ministerpräsident. Seine Familie hatte es im 18. Jahrhundert zur reichsten Familie Dänemarks gebracht, vor allem durch Sklaven- und Zuckerhandel mit den Westindischen Inseln. In Kopenhagen wurde auch mittels einer Zuckerraffinerie und in Hellebaek mit einer Gewehrfabrik gerade zur Zeit der Koalitionskriege gut verdient.
Das Ehepaar hatte keine Kinder. Es adoptierte zwei Töchter. Charlottes Schwester Anna Sybilla war mit Johan Ludvig Reventlow (1851–1801), einem Bruder von Christian Detlev von Reventlow, verheiratet. Ihre Tochter Vilhelmine (1788–1868) wurde die Ehefrau von Friedrich Adolph von Holstein.

## Salon

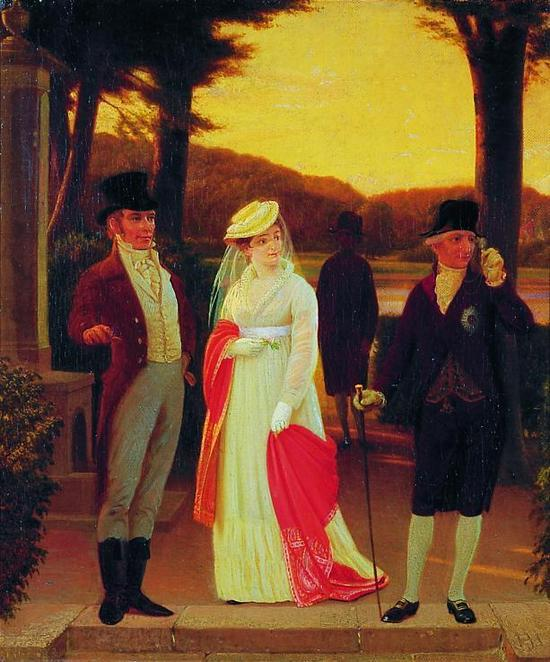
Ehepaar Schimmelmann mit Jens Immanuel Baggesen (rechts)

Nach dem Vorbild von Madame de Stael und ihrer Tante organisierte Charlotte von Schimmelmann in Kopenhagen einen Salon, in dem sie Eliten aus Politik, Wirtschaft, Kunst und Diplomatie zusammenführte, die vornehmlich von den fortschrittlichen Ideen der französischen Revolution 1789 angetan waren. Sie setzte sich für die Abschaffung der Sklaverei ein, ungeachtet dessen, das der Salon zu einem Gutteil aus dem Erlös von Plantagen finanziert wurde, die von Sklaven bearbeitet wurden.
Schimmelmanns unterstützten Schulen finanziell und förderten dänische Künstler. Charlotte von Schimmelmann führte Briefwechsel mit bekannten Persönlichkeiten, unter anderem mit dem Dichter Jens Immanuel Baggesen, der einen Kreis von Bewunderern Friedrich Schillers um sich versammelt hatte. Als bekannt wurde, dass Schiller sich in großen gesundheitlichen und finanziellen Schwierigkeiten befand, setzte Ernst Heinrich von Schimmelmann dem deutschen Dichter eine auf drei Jahre befristete Rente von 1000 Talern jährlich aus. Daraus ergab sich eine Freundschaft zwischen dem Ehepaar Schiller und den Schimmelmanns. Teile ihres Briefwechsels blieben erhalten.
Nach Schillers Tod setzte Charlotte Schimmelmann die Freundschaft mit dessen Frau Charlotte fort.

## Letzte Jahre
Mit dem Ende der Napoleonischen Kriege verlor der Salon seine Anziehungskraft. Schimmelmanns Finanzen brachen durch den von Ernst Heinrich von Schimmelmann mitverschuldeten Staatsbankrotts von 1813 ein. Charlotte Schimmelmann starb am 2. Dezember 1816. Ihr Grab auf dem Friedhof der Kopenhagener St.-Petri-Kirche liegt neben dem Grab ihres Ehemanns und dessen erster Ehefrau Emilie Rantzau. Ihre Briefe sind nur zu einem Teil erhalten geblieben.